# Esgrima nos Jogos Europeus de 2015 - Sabre individual masculino
A competição do sabre individual masculino foi um dos eventos da esgrima nos Jogos Europeus de 2015, em Baku, no Azerbaijão. Foi disputada no Baku Crystal Hall no dia 23 de junho.

## Calendário
Horário de verão do Azerbaijão (UTC+5).
| Data        | Horário | Fase             |
| ----------- | ------- | ---------------- |
| 23 de junho | 11:50   | Primeira fase    |
| 23 de junho | 14:30   | Segunda fase     |
| 23 de junho | 15:20   | Oitavas de final |
| 23 de junho | 16:20   | Quartas de final |
| 23 de junho | 19:00   | Semifinal        |
| 23 de junho | 19:50   | Final            |

## Medalhistas
| Ouro   | UKR Andriy Yahodka                        |
| Prata  | ROU Tiberiu Dolniceanu                    |
| Bronze | ITA Albe rto Pellegrini ITA Luigi Miracco |

## Resultados

### Primeira fase
Os resultados da primeira fase foram os seguintes.

#### Grupo A
| Ent | Esgrimista             | Grécia | Turquia | Azerbaijão | Espanha | Roménia | Reino Unido | V | L | V/B   | PM | PS | Diff. | CG | CF  |
| --- | ---------------------- | ------ | ------- | ---------- | ------- | ------- | ----------- | - | - | ----- | -- | -- | ----- | -- | --- |
| 36  | GRE Georges Tsouroutas |        | V       | 3          | 1       | 2       | 1           | 1 | 5 | 0.200 | 12 | 23 | −11   | =5 | =30 |
| 24  | TUR İbrahim Ahmet Ant  | 3      |         | V          | 1       | 3       | 0           | 1 | 5 | 0.200 | 12 | 23 | −11   | =5 | =30 |
| 25  | AZE Azar Taghiyev      | V      | 3       |            | 3       | 3       | 4           | 1 | 5 | 0.200 | 18 | 23 | −5    | 4  | 26  |
| 14  | ESP Fernando Casares   | V      | V       | V          |         | 1       | V           | 4 | 5 | 0.800 | 21 | 12 | 9     | 2  | 9   |
| 1   | ROU Tiberiu Dolniceanu | V      | V       | V          | V       |         | 4           | 4 | 5 | 0.800 | 24 | 14 | 10    | 1  | 7   |
| 13  | GBR James Honeybone    | V      | V       | V          | 2       | V       |             | 4 | 5 | 0.800 | 22 | 14 | 8     | 3  | 10  |

#### Grupo B
| Ent | Esgrimista          | França | Rússia | Moldávia | Alemanha | Hungria | Roménia | V | L | V/B   | PM | PS | Diff. | CG | CF |
| --- | ------------------- | ------ | ------ | -------- | -------- | ------- | ------- | - | - | ----- | -- | -- | ----- | -- | -- |
| 2   | FRA Nicolas Rousset |        | 0      | V        | V        | V       | 2       | 3 | 5 | 0.600 | 17 | 18 | −1    | 3  | 19 |
| 11  | RUS Boris Savich    | V      |        | V        | V        | 4       | V       | 4 | 5 | 0.800 | 24 | 8  | 16    | 1  | 2  |
| 26  | MDA Piotr Mateisin  | 4      | 0      |          | 0        | 0       | 0       | 0 | 5 | 0.000 | 4  | 25 | −21   | 6  | 36 |
| 22  | GER Robin Schrödter | 4      | 2      | V        |          | 3       | 1       | 1 | 5 | 0.200 | 15 | 20 | −5    | 5  | 27 |
| 35  | HUN Etele Ravasz    | 0      | V      | V        | V        |         | 1       | 3 | 5 | 0.600 | 16 | 17 | −1    | 4  | 20 |
| 12  | ROU Iulian Teodosiu | V      | 1      | V        | V        | V       |         | 4 | 5 | 0.800 | 21 | 9  | 12    | 2  | 6  |

#### Grupo C
| Ent | Esgrimista             | Rússia | Itália | Bélgica | Alemanha | Hungria | Ucrânia | V | L | V/B   | PM | PS | Diff. | CG | CF |
| --- | ---------------------- | ------ | ------ | ------- | -------- | ------- | ------- | - | - | ----- | -- | -- | ----- | -- | -- |
| 15  | RUS Ilya Motorin       |        | 4      | 0       | V        | V       | 2       | 2 | 5 | 0.400 | 16 | 20 | −4    | 5  | 24 |
| 18  | ITA Giovanni Repetti   | V      |        | 4       | V        | V       | 2       | 3 | 5 | 0.600 | 21 | 18 | 3     | 3  | 15 |
| 10  | BEL Seppe Van Holsbeke | V      | V      |         | V        | 4       | V       | 4 | 5 | 0.800 | 24 | 15 | 9     | 1  | 8  |
| 34  | ROU Mădălin Bucur      | 3      | 2      | 3       |          | V       | V       | 2 | 5 | 0.400 | 18 | 22 | −4    | 4  | 23 |
| 27  | HUN Martin Singer      | 2      | 2      | V       | 4        |         | 1       | 1 | 5 | 0.200 | 14 | 24 | −10   | 6  | 28 |
| 3   | UKR Andriy Yahodka     | V      | V      | 3       | 3        | V       |         | 3 | 5 | 0.600 | 21 | 15 | 6     | 2  | 13 |

#### Grupo D
| Ent | Esgrimista              | Hungria | Alemanha | Roménia | Itália | Azerbaijão | Polónia | V | L | V/B   | PM | PS | Diff. | CG | CF |
| --- | ----------------------- | ------- | -------- | ------- | ------ | ---------- | ------- | - | - | ----- | -- | -- | ----- | -- | -- |
| 28  | HUN Bence Gémesi        |         | 4        | 3       | 3      | V          | V       | 2 | 5 | 0.400 | 20 | 20 | 0     | 4  | 21 |
| 21  | GER Björn Hübner        | V       |          | 4       | 1      | V          | 4       | 2 | 5 | 0.400 | 19 | 22 | −3    | 5  | 22 |
| 4   | ROU Alin Badea          | V       | V        |         | V      | V          | 4       | 4 | 5 | 0.800 | 24 | 17 | 7     | 2  | 12 |
| 9   | ITA Massimiliano Murolo | V       | V        | 4       |        | V          | V       | 4 | 5 | 0.800 | 24 | 11 | 13    | 1  | 4  |
| 32  | AZE Abdulla Hasanov     | 2       | 3        | 1       | 1      |            | 1       | 0 | 5 | 0.000 | 8  | 25 | −17   | 6  | 35 |
| 16  | POL Adam Skrodzki       | 3       | V        | V       | 1      | V          |         | 3 | 5 | 0.600 | 19 | 19 | 0     | 3  | 18 |

#### Grupo E
| Ent | Esgrimista               | Rússia | Bielorrússia | Azerbaijão | Alemanha | Itália | Hungria | V | L | V/B   | PM | PS | Diff. | CG | CF |
| --- | ------------------------ | ------ | ------------ | ---------- | -------- | ------ | ------- | - | - | ----- | -- | -- | ----- | -- | -- |
| 17  | RUS Alexander Trushakov  |        | 2            | V          | V        | 3      | V       | 3 | 5 | 0.600 | 20 | 17 | 3     | 4  | 16 |
| 5   | BLR Aliaksandr Buikevich | V      |              | V          | 0        | V      | V       | 4 | 5 | 0.800 | 20 | 12 | 8     | 2  | 11 |
| 29  | AZE Javanshir Safarov    | 0      | 0            |            | 0        | 0      | V       | 1 | 5 | 0.200 | 6  | 24 | −18   | 5  | 32 |
| 20  | GER Maximilian Kindler   | 4      | V            | V          |          | V      | V       | 4 | 5 | 0.800 | 24 | 10 | 14    | 1  | 3  |
| 8   | ITA Luigi Miracco        | V      | 3            | V          | 1        |        | V       | 3 | 5 | 0.600 | 19 | 15 | 4     | 3  | 14 |
| 33  | HUN Márton Bence Csaba   | 3      | 1            | 4          | 4        | 2      |         | 0 | 5 | 0.000 | 14 | 25 | −11   | 6  | 33 |

#### Grupo F
| Ent | Esgrimista                 | Alemanha | Bulgária | Azerbaijão | Áustria | Rússia | Itália | V | L | V/B   | PM | PS | Diff. | CG | CF |
| --- | -------------------------- | -------- | -------- | ---------- | ------- | ------ | ------ | - | - | ----- | -- | -- | ----- | -- | -- |
| 6   | GER Richard Hübers         |          | V        | V          | V       | V      | 3      | 4 | 5 | 0.800 | 23 | 11 | 12    | 2  | 5  |
| 30  | BUL Atanas Arnaudov        | 1        |          | 3          | 3       | 2      | 1      | 0 | 5 | 0.000 | 10 | 25 | −15   | 6  | 34 |
| 31  | AZE Javanshir Aghakishiyev | 1        | 1        |            | 3       | 3      | 1      | 1 | 5 | 0.200 | 13 | 23 | −10   | 5  | 29 |
| 19  | AUT Matthias Willau        | 4        | V        | V          |         | 0      | 1      | 2 | 5 | 0.400 | 15 | 21 | −6    | 4  | 25 |
| 23  | RUS Nikita Proskura        | 0        | V        | V          | V       |        | 2      | 3 | 5 | 0.600 | 17 | 15 | 2     | 3  | 17 |
| 7   | ITA Alberto Pellegrini     | V        | V        | V          | V       | V      |        | 5 | 5 | 1.000 | 25 | 8  | 17    | 1  | 1  |

### Fase final
Os resultados finais se deram da seguinte maneira.

#### Final
|  | Final |                        |    |
|  |       |                        |    |
|  | 13    | UKR Andriy Yahodka     | 15 |
|  | 7     | ROU Tiberiu Dolniceanu | 10 |

#### Metade superior
|  | Segunda fase | Segunda fase            | Segunda fase |  |  | Oitavas de final | Oitavas de final        | Oitavas de final     |    |    | Quartas de fnal        | Quartas de fnal        | Quartas de fnal |  |  | Semifinal | Semifinal | Semifinal |
|  |              |                         |              |  |  |                  |                         |                      |    |    |                        |                        |                 |  |  |           |           |           |
|  |              |                         |              |  |  |                  |                         |                      |    |    |                        |                        |                 |  |  |           |           |           |
|  |              |                         |              |  |  | 1                | ITA Alberto Pellegrini  | 15                   |    |    |                        |                        |                 |  |  |           |           |           |
|  | 17           | RUS Nikita Proskura     | 6            |  |  | 16               | RUS Alexander Trushakov | 12                   |    |    |                        |                        |                 |  |  |           |           |           |
|  | 16           | RUS Alexander Trushakov | 15           |  |  |                  |                         |                      |    | 1  | ITA Alberto Pellegrini | 15                     |                 |  |  |           |           |           |
|  | 9            | ESP Fernando Casares    | 15           |  |  |                  | 9                       | ESP Fernando Casares | 13 |    |                        |                        |                 |  |  |           |           |           |
|  | 24           | RUS Ilya Motorin        | 13           |  |  | 9                | ESP Fernando Casares    | 15                   |    |    |                        |                        |                 |  |  |           |           |           |
|  | 25           | AUT Matthias Willau     | 8            |  |  | 8                | BEL Seppe Van Holsbeke  | 14                   |    |    |                        |                        |                 |  |  |           |           |           |
|  | 8            | BEL Seppe Van Holsbeke  | 15           |  |  |                  |                         |                      |    |    | 1                      | ITA Alberto Pellegrini | 11              |  |  |           |           |           |
|  | 5            | GER Richard Hübers      | 15           |  |  |                  | 13                      | UKR Andriy Yahodka   | 15 |    |                        |                        |                 |  |  |           |           |           |
|  | 28           | HUN Martin Singer       | 8            |  |  | 5                | GER Richard Hübers      | 12                   |    |    |                        |                        |                 |  |  |           |           |           |
|  | 21           | HUN Bence Gémesi        | 9            |  |  | 12               | ROU Alin Badea          | 15                   |    |    |                        |                        |                 |  |  |           |           |           |
|  | 12           | ROU Alin Badea          | 15           |  |  |                  |                         |                      |    | 12 | ROU Alin Badea         | 8                      |                 |  |  |           |           |           |
|  | 13           | UKR Andriy Yahodka      | 15           |  |  |                  | 13                      | UKR Andriy Yahodka   | 15 |    |                        |                        |                 |  |  |           |           |           |
|  | 20           | HUN Etele Ravasz        | 9            |  |  | 13               | UKR Andriy Yahodka      | 15                   |    |    |                        |                        |                 |  |  |           |           |           |
|  |              |                         |              |  |  | 4                | ITA Massimiliano Murolo | 13                   |    |    |                        |                        |                 |  |  |           |           |           |
|  |              |                         |              |  |  |                  |                         |                      |    |    |                        |                        |                 |  |  |           |           |           |

#### Metade inferior
|  | Segunda fase | Segunda fase             | Segunda fase |  |  | Oitavas de final | Oitavas de final         | Oitavas de final       |    |    | Quartas de fnal        | Quartas de fnal   | Quartas de fnal |  |  | Semifinal | Semifinal | Semifinal |
|  |              |                          |              |  |  |                  |                          |                        |    |    |                        |                   |                 |  |  |           |           |           |
|  |              |                          |              |  |  |                  |                          |                        |    |    |                        |                   |                 |  |  |           |           |           |
|  |              |                          |              |  |  | 3                | GER Maximilian Kindler   | 13                     |    |    |                        |                   |                 |  |  |           |           |           |
|  | 19           | FRA Nicolas Rousset      | 6            |  |  | 14               | ITA Luigi Miracco        | 15                     |    |    |                        |                   |                 |  |  |           |           |           |
|  | 14           | ITA Luigi Miracco        | 15           |  |  |                  |                          |                        |    | 14 | ITA Luigi Miracco      | 15                |                 |  |  |           |           |           |
|  | 11           | BLR Aliaksandr Buikevich | 15           |  |  |                  | 6                        | ROU Iulian Teodosiu    | 10 |    |                        |                   |                 |  |  |           |           |           |
|  | 22           | GER Björn Hübner         | 6            |  |  | 11               | BLR Aliaksandr Buikevich | 11                     |    |    |                        |                   |                 |  |  |           |           |           |
|  | 27           | GER Robin Schrödter      | 12           |  |  | 6                | ROU Iulian Teodosiu      | 15                     |    |    |                        |                   |                 |  |  |           |           |           |
|  | 6            | ROU Iulian Teodosiu      | 15           |  |  |                  |                          |                        |    |    | 14                     | ITA Luigi Miracco | 11              |  |  |           |           |           |
|  | 7            | ROU Tiberiu Dolniceanu   | 15           |  |  |                  | 7                        | ROU Tiberiu Dolniceanu | 15 |    |                        |                   |                 |  |  |           |           |           |
|  | 26           | AZE Azar Taghiyev        | 5            |  |  | 7                | ROU Tiberiu Dolniceanu   | 15                     |    |    |                        |                   |                 |  |  |           |           |           |
|  | 23           | ROU Mădălin Bucur        | 6            |  |  | 10               | GBR James Honeybone      | 10                     |    |    |                        |                   |                 |  |  |           |           |           |
|  | 10           | GBR James Honeybone      | 15           |  |  |                  |                          |                        |    | 7  | ROU Tiberiu Dolniceanu | 15                |                 |  |  |           |           |           |
|  | 15           | ITA Giovanni Repetti     | 15           |  |  |                  | 2                        | RUS Boris Savich       | 10 |    |                        |                   |                 |  |  |           |           |           |
|  | 18           | POL Adam Skrodzki        | 11           |  |  | 15               | ITA Giovanni Repetti     | 12                     |    |    |                        |                   |                 |  |  |           |           |           |
|  |              |                          |              |  |  | 2                | RUS Boris Savich         | 15                     |    |    |                        |                   |                 |  |  |           |           |           |
|  |              |                          |              |  |  |                  |                          |                        |    |    |                        |                   |                 |  |  |           |           |           |